# Hart voor Medemblik
Hart voor Medemblik (afgekort: HvM) is een lokale Nederlandse politieke partij die actief is in de gemeenteraad van Medemblik. Ze werd in december 2020 opgericht door Tjeu Berlijn en Mark Hoogewerf. De partij kwam in 2022 met zes raadsleden in de gemeenteraad. Kenmerkend voor de politieke insteek is het toepassen van ombudspolitiek. De partij wil een 'bottom-up' benadering. Dit houdt in dat samen met de inwoners wordt gekeken naar oplossingen. Inwoners worden in hun kracht gezet en krijgen meer inspraak en zeggenschap over de leefomgeving. Hart voor Medemblik hanteert ombudspolitiek als een centraal aspect van hun politieke benadering. Ombudspolitiek richt zich op directe vertegenwoordiging, waarbij nadruk wordt gelegd op het luisteren naar klachten, zorgen en suggesties van burgers. De benadering streeft ernaar om op een proactieve manier oplossingen te vinden voor zowel kleine als grote kwesties.
In de praktijk betekent dit dat inwoners van Medemblik met hun zorgen of problemen zich direct kunnen wenden tot Hart voor Medemblik. De partij streeft ernaar om snel te reageren en passende acties te ondernemen, met een beperking van bureaucratische hindernissen en vertragingen.
Hart voor Medemblik zet zich in voor meer macht naar de inwoners en een transparante politiek. De standpunten van de partij hebben daarmee te maken, zo is ze voorstander van het referendum. In de gemeenteraad van Medemblik wil de partij zich hard te maken voor een schone, veilige en leefbare gemeente.
Andere partijen met de naam 'Hart voor' hebben geen verbinding of samenwerking met Hart voor Medemblik.

## Voorgeschiedenis
Begin juli 2020 splitste Berlijn, die in 2018 in de gemeenteraad was gekozen als kandidaat voor de VVD, zich af van de lokale fractie van die partij omdat hij zich niet meer kon vinden in de landelijke koers en in het niet nakomen van beloftes. Berlijn begon samen met Andijker Hoogewerf en Medemblikker Hans Verschoor de fractie 'Hart voor Medemblik'. De officiële oprichting was op 4 december 2020.

## Kernwaarden
Hart voor Medemblik is een politieke partij die ombudspolitiek bedrijft, waarbij de inbreng van burgers en ondernemers de politieke koers bepaalt. De partij richt zich op directe democratie en probeert de kloof tussen inwoners en gemeentepolitiek te verkleinen door actief te luisteren naar hun zorgen en deze om te zetten in concrete voorstellen. Volgens oprichter Tjeu Berlijn is Hart voor Medemblik een benaderbare partij die zich niet laat indelen in traditionele politieke stromingen, maar zich richt op wat goed is voor de gemeenschap. De partij legt daarbij nadruk op betrokkenheid, oplossingsgerichtheid en toegankelijkheid voor alle inwoners van Medemblik.

## Verkiezingen 2022
Op 15 januari 2022 presenteerde Hart voor Medemblik haar kandidatenlijst voor de gemeenteraadsverkiezingen van 2022. Hierop stonden naast Berlijn (1), Hoogewerf (2) en Verschoor (9) ook een aantal bekende inwoners en ondernemers uit de gemeente. De partij had zowel de oudste als jongste kandidaat voor de verkiezingen van Medemblik op de lijst staan.
Op de partij werden 3735 stemmen uitgebracht. Dit was 20% van de totaal uitgebrachte stemmen en goed voor zes zetels. Hiermee werd Hart voor Medemblik de grootste partij in de gemeente Medemblik. Op D66 na hebben alle andere partijen stemmen verloren bij deze verkiezingen.
De gemeente Medemblik heeft 16 dorpen en 1 stad. Bij de gemeenteraadsverkiezingen van maart 2022 haalde Hart voor Medemblik de beste resultaten in de stad Medemblik. Ook in veel dorpen scoorde de partij goed.
| Verkiezingsjaar | Lijsttrekker | Kandidaten | Aantal stemmen | % van de aantal stemmen | Aantal behaalde zetels | Coalitie /Oppositie |
| --------------- | ------------ | ---------- | -------------- | ----------------------- | ---------------------- | ------------------- |
| 2022            | Tjeu Berlijn | 32         | 3735           | 20,7%                   | 6/29                   | Oppositie           |

## Entree in de gemeenteraad
Hart voor Medemblik heeft in de gemeente Medemblik een informateur en formateur geïntroduceerd in het proces rond de vorming van een raadscoalitie. De partij vroeg Erik Stegink (BBB) als informateur. Burgemeester Astrid Nienhuis (VVD) werd formateur. Ondanks dat Hart voor Medemblik de grootste partij zit zij niet in de coalitie.